# NGC 7145
NGC 7145 est une galaxie elliptique située dans la constellation de la Grue. Sa vitesse par rapport au fond diffus cosmologique est de 1 768 ± 17 km/s, ce qui correspond à une distance de Hubble de 26,1 ± 1,9 Mpc (∼85,1 millions d'al). NGC 7145 a été découverte par l'astronome britannique John Herschel en 1834. 
À ce jour, 15 mesures non basées sur le décalage vers le rouge (redshift) donnent une distance de 23,487 ± 5,343 Mpc (∼76,6 millions d'al), ce qui est à l'intérieur des valeurs de la distance de Hubble.

## Groupe de NGC 7144
Selon A. M. Garcia, NGC 7145 fait partie du groupe de NGC 7144. Ce groupe de galaxies renferme au moins cinq membres. Les autres galaxies du groupe sont NGC 7144, NGC 7151, NGC 7155 et ESO 236-35.
D'autre part, NGC 7144 et NGC 7145 forment une paire de galaxies,.